# Litoria nyakalensis
Litoria nyakalensis (mountain mistfrog o Nyakala frog) fue una especie de anfibio anuro del género Litoria, de la familia Hylidae. 

## Distribución geográfica
Era originaria de Australia. Los científicos vieron esta rana por última vez en 1990.
Esta rana vivía en o cerca de arroyos en las montañas con agua que rápida que parece blanca.  Científicos veían ranas adultas sentando en piedras o hojas de plantas cerca de los arroyos.
Los renacuajos vivían en el agua rápida.  Científicos escribieron que tenían culos fuertes para nadar y cuerpos colas fuertes para nadar y cuerpos hidrodinámicos. También se excavarían en la arena para sostenerse durante las inundaciones.  Los renacuajos pasarían el invierno en los arroyos de las tierras altas y se convertirían en ranas en la primavera.
Los científicos pensaron que la pérdida de hábitat estaba matando a estas ranas, pero el gobierno australiano protegió su hogar en 1988. Ahora, los científicos creen que la causa del declive podría ser la contaminación, la enfermedad micótica quitridiomicosis, o la destrucción de los arroyos por los jabalíes.